# ノーザンアンサー
ノーザンアンサー (Northern Answer) はカナダの競走馬。同地で種牡馬となったのち、1979年に日本へ輸出された。

## 経歴
20世紀有数の大種牡馬ノーザンダンサーの初年度産駒の一頭。生産者は父と同じくカナダの大馬産家エドワード・プランケット・テイラーである。競走馬として出走したのは1戦のみで、それも入着することはなかったが、母Windy Answerはカナダで10勝を挙げた活躍馬、さらに同地の2歳チャンピオンだった半兄Cool Receptionがアメリカクラシック三冠最終戦ベルモントステークスを2着した直後に急死していたことから、後継を託される形での種牡馬入りとなった。
2年目の産駒からアメリカG1アーリントンワシントンフューチュリティを制したGreek Answerを出すなど一定の成功を収めたが、1979年、生産界のノーザンダンサー熱が高まり始めていた日本に輸出された。日本では中央競馬の重賞勝ち馬を送りだすことはできなかったが、母の父としてマキハタサイボーグなどにその血を伝えている。1988年死亡。

## 主な産駒
- 1972年
  - Greek Answer（アーリントン・ワシントン・フューチュリティ・アメリカG1ほか重賞7勝）
  - ※1975年カナダ最優秀スプリンター
- 1976年
  - Queens Answer（キンガーヴィーステークス・カナダ重賞）
  - Ocean's Answer（ナタルマステークス・カナダ重賞）
- 1977年
  - Corvette Chris（ボールドウィンステークス・アメリカG3、ブルペイジステークス・カナダ重賞）
- 1978年
  - Eternal Search（ナタルマステークス、メイプルリーフステークスほか重賞6勝）
  - ※1981年カナダ最優秀スプリンター、1982年、1983年カナダ最優秀古牝馬
- 1988年
  - アーバントップ（京浜盃、羽田盃）
  - マキバスクリーン（KBC杯）

### ブルードメアサイアーとしての主な産駒
- グランドシンゲキ（アーリントンカップ）
- Last Answer（ニジンスキーステークス・アイルランドG2）
- マキハタサイボーグ（ステイヤーズステークス）

## 血統表
| ノーザンアンサーの血統              | ノーザンアンサーの血統                                | ノーザンアンサーの血統                                | （血統表の出典）                                      | （血統表の出典） |
| 父系                                | ノーザンダンサー系                                    | ノーザンダンサー系                                    | ノーザンダンサー系                                    | [ § 2 ]          |
| 父 Northern Dancer 1961 鹿毛 カナダ | 父の父Nearctic 1954 黒鹿毛 カナダ                     | Nearco                                                | Pharos                                                | Pharos           |
| 父 Northern Dancer 1961 鹿毛 カナダ | 父の父Nearctic 1954 黒鹿毛 カナダ                     | Nearco                                                | Nogara                                                |                  |
| 父 Northern Dancer 1961 鹿毛 カナダ | 父の父Nearctic 1954 黒鹿毛 カナダ                     | Lady Angela                                           | Hyperion                                              | Hyperion         |
| 父 Northern Dancer 1961 鹿毛 カナダ | 父の父Nearctic 1954 黒鹿毛 カナダ                     | Lady Angela                                           | Sister Sarah                                          |                  |
| 父 Northern Dancer 1961 鹿毛 カナダ | 父の母Natalma 1957 鹿毛 アメリカ                      | Native Dancer                                         | Polynesian                                            | Polynesian       |
| 父 Northern Dancer 1961 鹿毛 カナダ | 父の母Natalma 1957 鹿毛 アメリカ                      | Native Dancer                                         | Geisha                                                |                  |
| 父 Northern Dancer 1961 鹿毛 カナダ | 父の母Natalma 1957 鹿毛 アメリカ                      | Almahmoud                                             | Mahmoud                                               | Mahmoud          |
| 父 Northern Dancer 1961 鹿毛 カナダ | 父の母Natalma 1957 鹿毛 アメリカ                      | Almahmoud                                             | Arbirator                                             |                  |
| 母 Windy Answer 1955 鹿毛 カナダ    | 母の父Windfields 1943 鹿毛 カナダ                     | Bunty Lawless                                         | Ladder                                                | Ladder           |
| 母 Windy Answer 1955 鹿毛 カナダ    | 母の父Windfields 1943 鹿毛 カナダ                     | Bunty Lawless                                         | Mintwina                                              |                  |
| 母 Windy Answer 1955 鹿毛 カナダ    | 母の父Windfields 1943 鹿毛 カナダ                     | Nandi                                                 | Stimulus                                              | Stimulus         |
| 母 Windy Answer 1955 鹿毛 カナダ    | 母の父Windfields 1943 鹿毛 カナダ                     | Nandi                                                 | Golden Feast                                          |                  |
| 母 Windy Answer 1955 鹿毛 カナダ    | 母の母Reply 1951 鹿毛 カナダ                          | Teddy Wrack                                           | Bull Dog                                              | Bull Dog         |
| 母 Windy Answer 1955 鹿毛 カナダ    | 母の母Reply 1951 鹿毛 カナダ                          | Teddy Wrack                                           | Decree                                                |                  |
| 母 Windy Answer 1955 鹿毛 カナダ    | 母の母Reply 1951 鹿毛 カナダ                          | Alaris                                                | Alsab                                                 | Alsab            |
| 母 Windy Answer 1955 鹿毛 カナダ    | 母の母Reply 1951 鹿毛 カナダ                          | Alaris                                                | Algalla F-No.4-g                                      |                  |
| 母系(F-No.)                         | 4号族(FN:4-g)                                         | 4号族(FN:4-g)                                         | 4号族(FN:4-g)                                         | [ § 3 ]          |
| 5代内の近親交配                     | Bull Dog-Sir Gallahad 4×5=9.38%（母内・全兄弟クロス） | Bull Dog-Sir Gallahad 4×5=9.38%（母内・全兄弟クロス） | Bull Dog-Sir Gallahad 4×5=9.38%（母内・全兄弟クロス） | [ § 4 ]          |
| 出典                                | 1. 2. 3. 4.                                           | 1. 2. 3. 4.                                           | 1. 2. 3. 4.                                           | 1. 2. 3. 4.      |